# 大衡道路
大衡道路（おおひらどうろ）は、宮城県黒川郡大衡村において整備が進む国道4号改良事業である。
事業化に当たり別線によるバイパス整備も検討された為に新設道路らしい事業名称が用いられているが、全区間に渡り国道4号の現道を4車線に拡幅する事業である。

## 概要

### 道路諸元
- 起点 : 宮城県黒川郡大衡村大衡字枛木（一本木交差点）
- 終点 : 宮城県黒川郡大衡村駒場字蕨崎（大崎市境）
- 延長 : L=4.5km
- 規格 : 第3種第1級
- 標準道路幅員 : W=24.0m
- 車線数 : 4車線
- 車線幅員 : W=3.5m
- 設計速度 : V=80km/h
- 最急勾配 : 2.5%

### 概説
産業分野において東北地方の中心的地位を占める宮城県では国道4号が県内の約160kmを南北に貫き、同じく南北軸の国道6号や国道45号、東西軸の国道48号、国道47号等と共に国道ネットワークの基盤を成して東北自動車道ほか各高速自動車国道を補完する役割を果たしている。
このため国道4号はかねてより乗用車・貨物自動車を問わず往来が激しく、交通量の増大に対応するため宮城県内では仙台バイパスをはじめバイパス新設や拡幅・改良事業が進められ、1970年代以後これまでにその多くが完成をみた。
これに対し、県南部と県北部の一部区間では旧来の2車線狭隘区間や線形不良区間が依然として残り広域ネットワークのボトルネックと化している現状があり、とりわけ大衡村を中心とする当該区間約5kmにおいては、隣接する区間が富谷大和拡幅事業・三本木古川拡幅事業として2013年迄に4車線化された後も2車線区間として取り残された関係で、交通容量オーバーによる旅行速度の低下や渋滞の発生、それに伴う沿線環境の悪化が顕著となっていた。
渋滞による追突事故の多発に加え、歩道未設置区間にも拘らずバス停が3箇所存在し、また冬期には歩道への堆雪ゆえに歩行者が止むを得ず車道を歩くという雪国特有の事情とも相俟って地域住民の安全を脅かし、実際に当該区間の河原地区では事故率が県平均の約4〜6倍にものぼっていた。
また、近年では域内の第二仙台北部中核工業団地内に自動車関連産業が集積し東日本大震災からの復興に一役買う中で、定時制に劣る国道がその阻害要因となっているほか、三次医療施設である大崎市民病院への搬送に際しては国道が対面2車線で緊急自動車がすり抜け不能となっており、混雑時や冬期には通常時の1.2倍の時間を要すなど村民にとって生命に関わる喫緊の課題ともなっていた。
この道路改良事業はそういった諸問題を解消すると同時に、隣接区域で整備された前述の拡幅事業と一体的に宮城県央・県北における国道4号の幹線道路としての機能の維持を目的とするもので、この整備によって宮城県では白石市から県都・仙台市を経て大崎市までの区間が4〜6車線化される事となり、並行する東北自動車道の混雑時や通行止の際にも迂回路としての役割を果たす事が期待されている。

## 沿革
前述の国道4号に係る問題は以前より顕在化しており、沿線自治体である大崎市・大衡村・大和町・富谷町の各首長で構成される「国道4号拡幅改良建設促進期成同盟会」等は2010年以降再三に渡り道路の改良を国土交通大臣や同省政務官、同省道路局長に要望してきた。
こうした陳情を受けて同省東北地方整備局は2014年6月18日の社会資本整備審議会（道路分科会）において計画段階評価を実施。同年8月および翌15年1月の沿線住民等を対象とした2度のアンケートの結果、沿線では頻発する渋滞や安全の確保を課題として捉えており、多くの回答にそれらの解消を望む意向が確認された。
2015年8月5日の社会資本整備審議会ではこれらアンケート結果を踏まえて大衡区域における(1)現道拡幅案と(2)バイパス整備案の比較検討を行い、既存市街地とのアクセス性や建設費等を総合的に勘案して(1)現道拡幅案が妥当と結論付けた。これを受けて2016年1月には現道拡幅に向けた都市計画決定の告示がなされている。
大衡道路は2016年度より事業着手されており、初年度は調査設計費として5000万円が予算計上された。今後は用地取得を経て工事に着手し早期の供用を目指す。
計画では総事業費が約80億円で完成後の1日当たり交通量は27,300台、B/C分析では1.8を見込んでいる。
大衡字萱刈場 - 駒場字蕨崎の2.0 kmが2026年（令和8年）度までに4車線化予定。